# Javier Arizmendi
Ángel Javier Arizmendi de Lucas, né le 3 mars 1984 à Madrid, est un footballeur international espagnol qui évolue au poste d'attaquant de soutien ou milieu latéral.

## Biographie
Formé à l'Atlético de Madrid, il fait ses débuts en Liga en février 2004 contre le FC Barcelone. Il est ensuite prêté une saison au Racing Santander lors de la saison 2004-2005. Il joue 22 matchs de championnat et marque 3 buts. De retour à Madrid, il ne joue qu'un match et est transféré pour 2 millions d'euros au Deportivo La Corogne en janvier 2006. 
Il joue 17 matchs et marque 3 buts lors de ses 6 premiers mois et laisse augurer des espoirs pour la saison suivante. Il réalise une bonne saison 2006-2007 sous le maillot du Deportivo La Corogne, où il a inscrit 5 buts en 33 matchs de Liga et est même appelé en sélection nationale le 7 février 2007 contre l'Angleterre.
Il signe pour le Valence CF le 21 juin 2007 pour 7 millions d'euros un contrat de 6 ans. Pour sa première saison, il est très apprécié par l'entraîneur, Ronald Koeman et il joue 30 matchs (1 but) et 4 matchs de Ligue des champions.
En août 2008, il change à nouveau de club car il ne rentre pas dans les plans du nouvel entraîneur, Unai Emery ; il est donc transféré au Real Saragosse pour 4 millions d'euros où il marquera 14 buts en 69 matchs durant deux saisons.
À l'été 2010, il est recruté par le Getafe CF pour pallier le départ de Roberto Soldado au Valence CF. Il signe un contrat pour six saisons et portera le numéro 9.
En août 2011, il rejoint ses compatriotes Víctor Sánchez et Joaquín Caparrós au Neuchâtel Xamax, en Suisse.

## Palmarès

### En club
- Valence CF
  - Vainqueur de la Coupe d'Espagne : 2008

### Équipe nationale
- Espagne
  - Vainqueur des Jeux méditerranéens : 2005
  - Finaliste de la Coupe du monde de moins de 20 ans : 2003